# Ẃ
Cette page contient des caractères spéciaux ou non latins. S’ils s’affichent mal (▯, ?, etc.), consultez la page d’aide Unicode.
Ẃ (minuscule : ẃ), ou W accent aigu, est un graphème utilisé dans l’écriture du gallois ou du sar et qui a été utilisé dans l’écriture du bas-sorabe. Il s'agit de la lettre W diacritée d'un accent aigu.

## Représentations informatiques
Le W accent aigu peut être représenté avec les caractères Unicode suivants :
- précomposé (latin étendu additionnel) :

| forme     | représentation | chaîne de caractères | point de code | description                           |
| --------- | -------------- | -------------------- | ------------- | ------------------------------------- |
| majuscule | Ẃ              | Ẃ                    | U+1E82        | lettre majuscule latine w accent aigu |
| minuscule | ẃ              | ẃ                    | U+1E83        | lettre minuscule latine w accent aigu |

- décomposé (latin de base, diacritiques) :

| forme     | représentation | chaîne de caractères | point de code | description                                       |
| --------- | -------------- | -------------------- | ------------- | ------------------------------------------------- |
| majuscule | Ẃ              | W◌́                   | U+0057 U+0301 | lettre majuscule latine w diacritique accent aigu |
| minuscule | ẃ              | w◌́                   | U+0077 U+0301 | lettre minuscule latine w diacritique accent aigu |

Des anciens codages informatiques permettent aussi de représenter le W accent aigu ISO/CEI 8859-14 :
- capitale Ẃ : AA
- minuscule ẃ : BA